# Xaçmaz (Rayon)
Xaçmaz, auch Khachmaz, ist ein Rayon im Norden Aserbaidschans. Die Hauptstadt des Bezirks ist die Stadt Xaçmaz. Der Bezirk grenzt im Norden an Dagestan, Russland.

## Geografie
Der Bezirk hat eine Fläche von 1048 km². Im Osten wird die Region durch das Kaspische Meer begrenzt, im Westen beginnt der Große Kaukasus. Das Land gehört zur Samur-Devechi-Ebene. Es gibt mehrere Mineral- und Thermalquellen. Durch den Bezirk fließt der Fluss Gudial.

## Bevölkerung
Im Rayon leben 181.200 Einwohner (Stand: 2021). 2009 betrug die Einwohnerzahl 158.800. Diese verteilen sich auf 26 Siedlungen.

## Wirtschaft

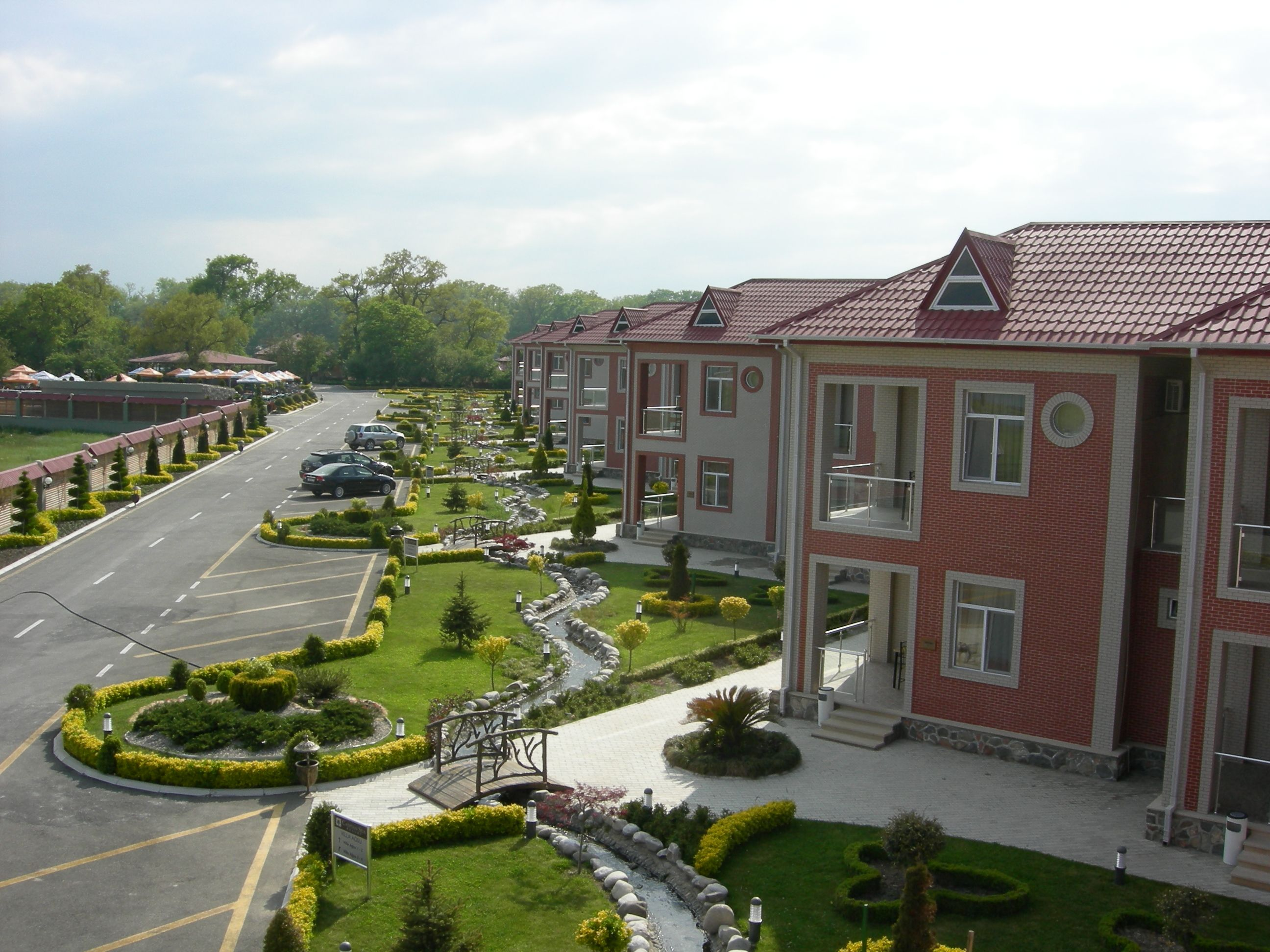
Hotelanlage in Nabran am Kaspischen Meer

Die Region ist landwirtschaftlich geprägt. Es wird Gemüse, Obst und Getreide angebaut. In der Hauptstadt ist lebensmittelverarbeitende Industrie und Leichtindustrie. In den Orten am Kaspischen Meer hat der Tourismus wirtschaftliche Bedeutung.

## Kultur
Die Bahnhöfe der Städte Xaçmaz, Khudat, Gusarchay, Lachet, Charkhi und Yalam wurden im 19. Jahrhundert errichtet und sind von architektonischer Bedeutung. Es gibt außerdem mehrere archäologische Fundstätten. Im Dorf Shiklar findet sich das Mausoleum des Sheik Yussif aus dem 15. Jahrhundert. In Garaqurtlu gibt es eine von Schah Abbas erbaute Moschee. Auf dem Berg Galadag befinden sich die Reste der Festung Gaurgala und die Stadt Khudat besitzt noch ihre alte Stadtbefestigung.

## Verkehr
Durch den Bezirk verläuft die Eisenbahnstrecke der Azərbaycan Dövlət Dəmir Yolu nach Russland.